# Élections législatives polonaises de 1935
Les élections législatives polonaises de 1935 se déroulent du 8 au 15 septembre 1935. Ce sont les avant-dernières élections de la Deuxième République de Pologne. Elles sont remportées par le Bloc non partisan de collaboration avec le gouvernement (Bezpartyjny Blok Współpracy z Rządem, ZLN) - membre de la coalition Sanacja - avec 153 (ou 187) sièges sur les 208 du Sejm et 60 sur les 64 du Sénat. Les restes des sièges reviennent à des candidats indépendants. 
Les candidats d'opposition boycottent le scrutin. La participation (46,6 %) est la plus basse de l'histoire de la Deuxième République.
Les élections sont régies par la Constitution d'avril 1935.

## Résultats
|  | Parti                               | Sièges (Sejm) | Sièges (Sénat) |
|  | ----------------------------------- | ------------- | -------------- |
|  | Bezpartyjny Blok Wsólpracy z Rzadem | 153           | 60             |
|  | Indépendants                        | 55            | 4              |
|  | Total                               | 208           | 64             |

## Sources
- (en) Cet article est partiellement ou en totalité issu de l’article de Wikipédia en anglais intitulé « Polish legislative election, 1935 » (voir la liste des auteurs).